# Dalane
Ej att förväxla med Dalarne, en äldre stavning av Dalarna.

Landskap i Rogaland fylke. Dalane är markerat med ljusgrön färg.

Dalane är ett landskap och ett distrikt i den sydligaste delen av Rogaland fylke i sydvästra Norge, mellan landskapet Jæren i norr och fylkesgränsen mot Agder i öster. 
Området omfattar de fyra kommunerna Bjerkreim, Eigersund, Lund och Sokndal, med sammanlagt 24 333 invånare (1 januari 2015) och en sammanlagd yta på 1 786,43 km². Den största tätorten är staden Egersund.